# Hygrophila polysperma
Hygrophila polysperma là một loài thực vật có hoa trong họ Ô rô. Loài này được (Roxb.) T.Anderson mô tả khoa học đầu tiên năm 1867.

## Hình ảnh

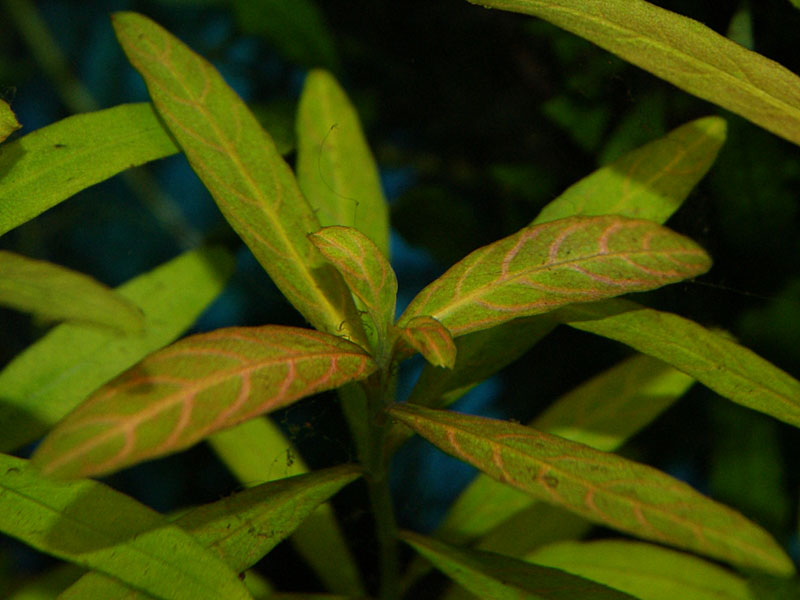
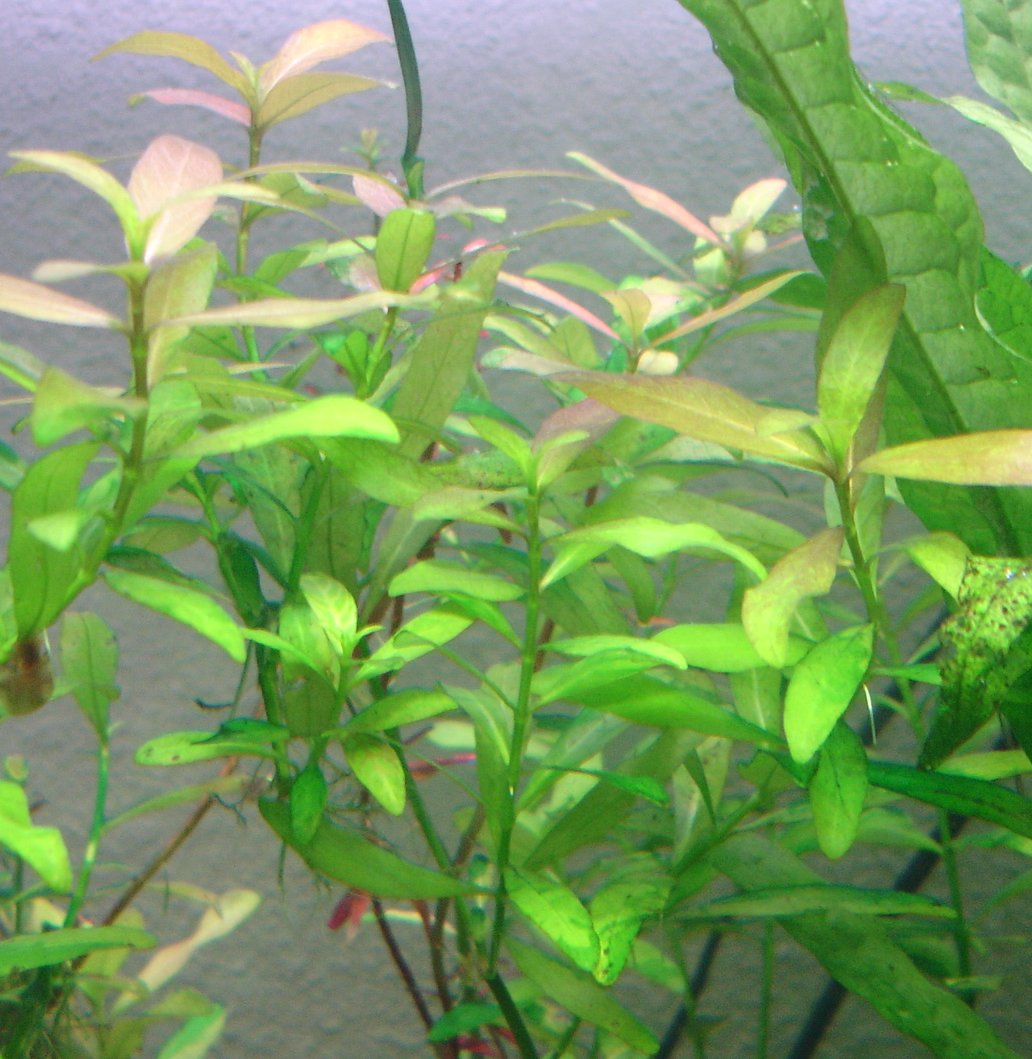
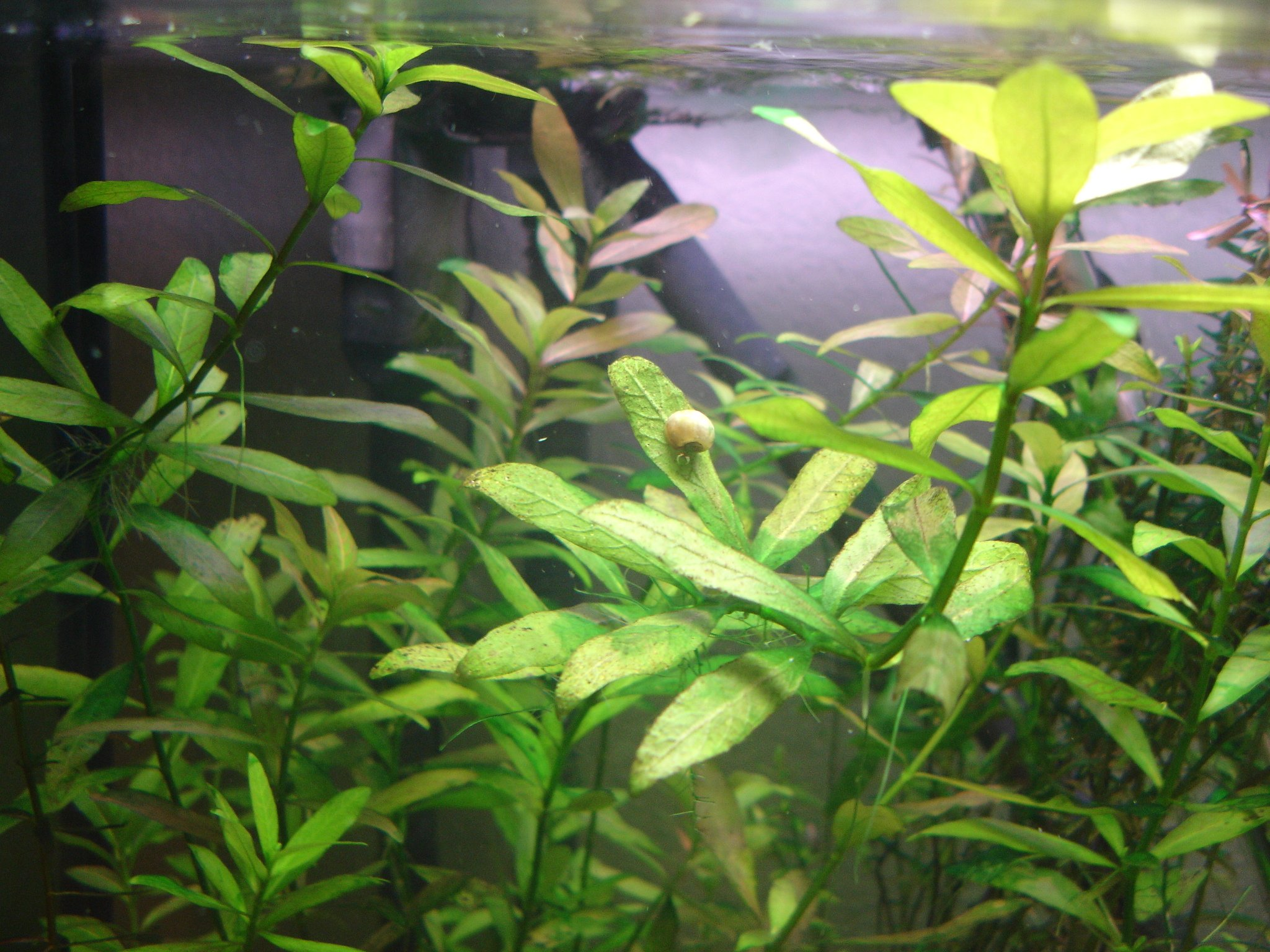
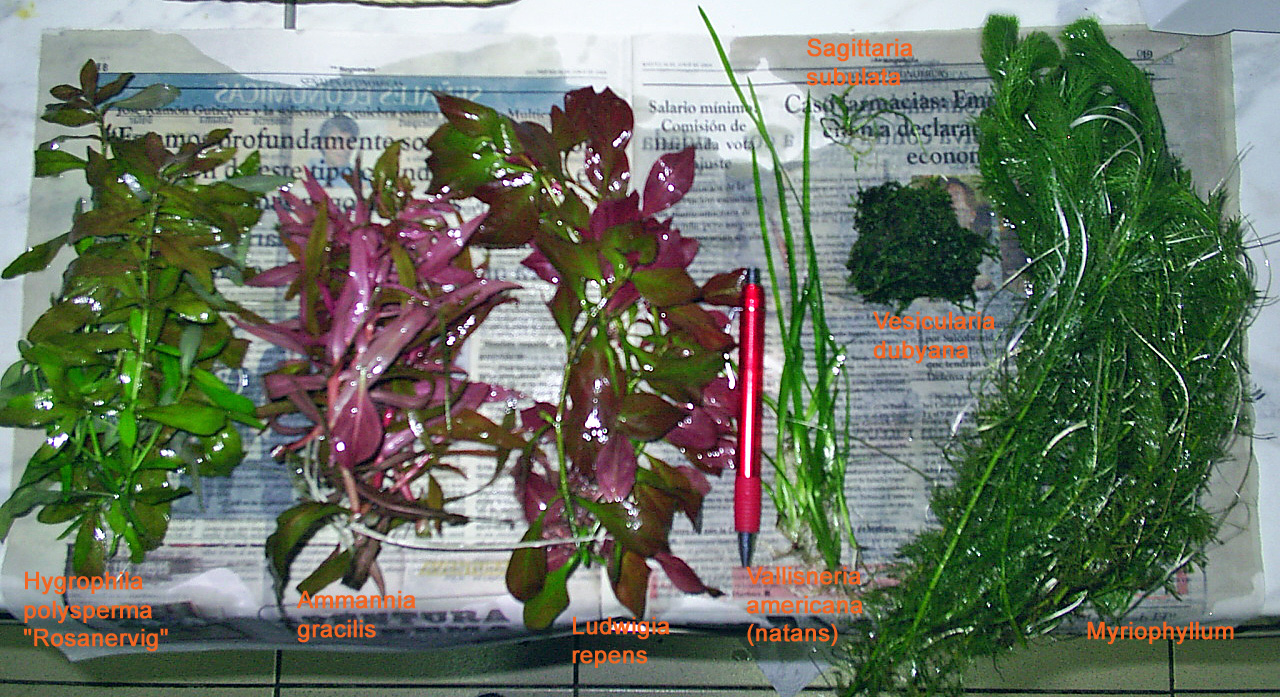